# Orthoporus tizamensis
Orthoporus tizamensis är en mångfotingart som beskrevs av Chamberlin 1938. Orthoporus tizamensis ingår i släktet Orthoporus och familjen Spirostreptidae. Inga underarter finns listade i Catalogue of Life.